# Copa Intercontinental 1992
La Copa Intercontinental 1992 fue la trigésimo primera edición del torneo que enfrentaba al campeón de la Copa Libertadores de América con el campeón de la Copa de Campeones de Europa. Se llevó a cabo en un único encuentro jugado el 13 de diciembre de 1992 en el Estadio Nacional de la ciudad de Tokio, en Japón.
Esta edición fue disputada por São Paulo de Brasil, campeón de la Copa Libertadores 1992, y Barcelona de España, campeón de la Copa de Campeones de Europa 1991-92. Si bien el equipo culé se puso en ventaja tempranamente con un auténtico gol del delantero búlgaro Hristo Stoichkov, el cuadro brasileño logró remontar el resultado con una destacada actuación de Raí, quien marcó los dos tantos que pusieron cifras definitivas al partido. De esta manera, São Paulo se consagraba campeón del mundo por primera vez en su historia.
Esta final es recordada notoriamente por su fútbol ofensivo y el buen juego desplegado por ambos equipos, impulsados por los entrenadores Johan Cruyff y Telê Santana, que derivaron en un encuentro marcado por el alto tiempo neto de juego y las múltiples situaciones de gol presentadas en las dos áreas. Tal es así que, años después, el propio árbitro, el argentino Juan Carlos Loustau, reveló el pacto mutuo entre ambos directores técnicos previo al partido, quienes acordaron esforzarse para proponer un enfrentamiento leal y noble, al punto de excluir a cualquier jugador que no concordara con las normas del juego limpio.

## Equipos participantes
| UEFA (Europa)         |  | Barcelona |  | Campeón de la Copa de Campeones de Europa (1991-92) |
| Conmebol (Sudamérica) |  | São Paulo |  | Campeón de la Copa Libertadores de América (1992)   |

## Sede
| Japón               |          |
| Ciudad              | Estadio  |
| Tokio               | Nacional |
|                     |          |
| 57 363 espectadores |          |

## Ficha del partido
| 1          | POR        | Andoni Zubizarreta |     |
| 2          | DEF        | Albert Ferrer      |     |
| 4          | DEF        | Ronald Koeman      |     |
| 5          | DEF        | Eusebio Sacristán  |     |
| 3          | MED        | Josep Guardiola    |     |
| 6          | MED        | José Mari Bakero   | 51' |
| 7          | MED        | Guillermo Amor     |     |
| 9          | MED        | Michael Laudrup    |     |
| 10         | MED        | Richard Witschge   |     |
| 8          | DEL        | Hristo Stoichkov   |     |
| 11         | DEL        | Txiki Begiristain  | 79' |
| Entrenador | Entrenador | Johan Cruyff       |     |

| 1          | POR        | Zetti          |     |
| 2          | DEF        | Vítor          |     |
| 3          | DEF        | Adilson        |     |
| 4          | DEF        | Ronaldão       |     |
| 6          | DEF        | Ronaldo Luiz   |     |
| 5          | MED        | Pintado        |     |
| 8          | MED        | Toninho Cerezo | 83' |
| 10         | MED        | Raí            |     |
| 11         | MED        | Cafú           |     |
| 7          | DEL        | Müller         |     |
| 9          | DEL        | Palhinha       |     |
| Entrenador | Entrenador | Telê Santana   |     |

| 16 | MED | Andoni Goikoetxea  | 51' |
| 14 | MED | Miguel Ángel Nadal | 79' |

| 14 | MED | Dinho | 83' |

| Anotado | 13' | Hristo Stoichkov | 1:0 |

| Anotado | 26' | Raí | 1:1 |
| Anotado | 79' | Raí | 1:2 |

| Amonestado | 43' | Txiki Begiristain |
| Amonestado | 88' | Albert Ferrer     |
| Amonestado | 89' | Andoni Goikoetxea |

| Amonestado | 26' | Ronaldão       |
| Amonestado | 58' | Toninho Cerezo |

| Árbitro | Juan Carlos Loustau |

| 1          | POR        | Andoni Zubizarreta |     |
| 2          | DEF        | Albert Ferrer      |     |
| 4          | DEF        | Ronald Koeman      |     |
| 5          | DEF        | Eusebio Sacristán  |     |
| 3          | MED        | Josep Guardiola    |     |
| 6          | MED        | José Mari Bakero   | 51' |
| 7          | MED        | Guillermo Amor     |     |
| 9          | MED        | Michael Laudrup    |     |
| 10         | MED        | Richard Witschge   |     |
| 8          | DEL        | Hristo Stoichkov   |     |
| 11         | DEL        | Txiki Begiristain  | 79' |
| Entrenador | Entrenador | Johan Cruyff       |     |

| 1          | POR        | Zetti          |     |
| 2          | DEF        | Vítor          |     |
| 3          | DEF        | Adilson        |     |
| 4          | DEF        | Ronaldão       |     |
| 6          | DEF        | Ronaldo Luiz   |     |
| 5          | MED        | Pintado        |     |
| 8          | MED        | Toninho Cerezo | 83' |
| 10         | MED        | Raí            |     |
| 11         | MED        | Cafú           |     |
| 7          | DEL        | Müller         |     |
| 9          | DEL        | Palhinha       |     |
| Entrenador | Entrenador | Telê Santana   |     |

| 16 | MED | Andoni Goikoetxea  | 51' |
| 14 | MED | Miguel Ángel Nadal | 79' |

| 14 | MED | Dinho | 83' |

| Anotado | 13' | Hristo Stoichkov | 1:0 |

| Anotado | 26' | Raí | 1:1 |
| Anotado | 79' | Raí | 1:2 |

| Amonestado | 43' | Txiki Begiristain |
| Amonestado | 88' | Albert Ferrer     |
| Amonestado | 89' | Andoni Goikoetxea |

| Amonestado | 26' | Ronaldão       |
| Amonestado | 58' | Toninho Cerezo |

| Árbitro | Juan Carlos Loustau |

|                         |
| Bandera de Brasil       |
| Campeón São Paulo F. C. |
| 1.er título             |